# ユ・ヨンジン
ユ・ヨンジン（朝: 유영진、劉 英振、Yoo Young Jin、1971年4月10日 - ）は韓国出身の作曲家、作詞家、音楽プロデューサー、歌手である。SMエンタテインメント独自の音楽スタイル「SMミュージック・パフォーマンス」(SMP) を生み出し、H.O.T.や神話、東方神起など同社所属歌手の楽曲を数多く手掛けたことで知られる。2023年までSMエンタテインメントと専属契約を結んでおり、同社の非登記役員も務めていた。

## 略歴
1989年、MBC舞踊団に入団し1990年までプロダンサーとして活動した後、兵役を経て、1993年にSMエンタテインメント（以下SM）から歌手デビューを果たす。
結果的に歌手として成功を収めることは出来なかったが、1996年に男性アイドルグループH.O.T.のデビューアルバムのプロデュースを担当したことをきっかけにして、作曲家、音楽プロデューサーとしての活動を開始。このH.O.T.への楽曲提供のなかで、ダンサーとしての経験を生かして、音楽と強い社会批判を含む歌詞に派手なダンス・パフォーマンスを融合させた新しい音楽ジャンル「SMミュージック・パフォーマンス」(SMP) を誕生させる。このSMPは、のちにSM流バブルガム・ポップとして神話や東方神起といったSM所属の男性アイドルグループに受け継がれ、彼らの人気を支えた。
この他、S.E.S.やBoAなどSM所属の女性歌手にも楽曲を提供し、SMが多くのヒット曲を韓国の音楽市場に送り出していく原動力となった。
2023年2月、SMエンタテインメントとイ・スマンの経営権紛争が起こったことにより、彼は「イ・スマンがいないSMは、本当のSMでは無い」とし、イ・スマンが排除された状態では、SMと仕事ができないと公式コメントを出した。
2025年現在、イ・スマンが設立したA2Oエンターテインメントでプロデューサーとして働いている。

## ディスコグラフィ

### アルバム
- 1集 ブルース・イン・リズム - Blues in Rhythm （1993年）
- 2集 ブルー・リズム - Blue Rhythm （1995年）
- 3集 ...之愛（2001年）

### シングル
- ブルース・イン・リズム - Blues in Rhythm （1993年）
- Tell Me (What is Love) （2016年、ユ・ヨンジン×EXOディオ）[7]

## 主な提供楽曲
- H.O.T.
  - ディセント・オブ・ウォリアー（戦士の末裔） - 전사의 후예 （1996年）
  - ウルフ・アンド・シープ（狼と羊） - 늑대와 양 （1997年）
  - We Are the Future（1997年）
  - ライン・アップ - 열맞춰 (Line Up!) （1998年、Groovie. Kとの共作）
  - アイ・ヤァ！ -  아이야! (I Yah!) （1999年、Groovie. Kとの共作） など
- S.E.S.
  - ['Cause] I'm your Girl - I'm Your Girl （1997年）
  - Dreams Come True （1998年、Ristoとパダとの共作）
  - Love〜いつまでもオンジェ・カジナ〜 - Love （1999年）
  - Be Natural（2000年）など
- 神話
  - ザ・ソルバー - 해결사 （1998年）
  - ティー・オー・ピー（トゥインクリング・オブ・パラダイス） - T.O.P. (Twinkling Of Paradise) （1999年、のちにS.E.S.がカバー）
  - オンリー・ワン - Only One （2000年）
  - ワイルドアイズ - Wild Eyes （2001年）
  - パーフェクト・マン - Perfect Man （2002年、エリックとの共作）
- SUPER JUNIOR
  - ドント・ドン - Don't Don （2007年、Groovie. Kとの共作）
  - SORRY, SORRY（2009年、作詞作曲）
  - BONAMANA（2010年、作詞作曲）
  - Mr.Simple（2011年、作詞作曲）
  - SUPER MAN（2011年、作詞作曲）
  - Sexy, Free & Single（2012年、作詞）
  - From U（2012年、作詞作曲）
  - MAMACITA(AYAYA)(2014年、作詞作曲共同）
- SUPER JUNIOR-M
  - U（2007年、編曲）
  - Super Girl（2009年、作詞作曲）
- 東方神起
  - TRI-ANGLE （2004年、Groovie. Kとの共作）
  - Rising Sun （2005年）
  - Tonight（2005年、作詞作曲）
  - “O”-正・反・合 （2006年）
  - Purple Line （2008年、ユ・ハンジンとJJ650との共作）
  - Mirotic（2008年、作詞作曲編曲）
  - Why? (Keep Your Head Down)（2011年、作詞作曲）
  - Before U Go（2011年、作詞作曲）
  - B.U.T(BE-AU-TY) （2011年）
  - Catch Me（2012年、作詞作曲編曲）
  - Something（2014年、作詞作曲編曲）
  - Spellbound（2014年、作詞作曲編曲）
  - The Chance of Love（2018年、作詞作曲編曲）
- ユンホ
  - DROP（2017年、作詞作曲）
  - Change The World（2019年、作曲）
  - Follow（2019年、作詞作曲）
  - Thank U（2021年、作詞作曲共同）
- チャンミン
  - Chocolate（2020年、作曲）
- フライ・トゥ・ザ・スカイ
  - シー・オブ・ラブ - Sea Of Love （2002年） など
- BoA
  - ID; Peace B （2000年、作詞作曲）
  - Don't Start Now　(2001年、作詞編曲)
  - My Sweetie　(2002年、作詞作曲)
  - 완전한 날개 (One Wings-Embracing Each Other)　(2004、作詞作曲)
  - Girls On Top、 Do You Love Me? (둘이 함께)（2005年、作詞作曲)
  - 내가 돌아 (NEGA DOLA) (2018年 作曲共同) EVERYBODY KNOWS (作詞、作曲共同)
  - Better (2020年 作詞、作曲共同)
- SHINee
  - Replay（2008年、作曲編曲）
  - Amigo（2008年、作詞作曲編曲）
  - Romantic（2008年、作詞作曲）
  - The Shinee World (Doo-Bop)（2008年）
  - Ring Ding Dong （2009年、作詞作曲編曲）
  - Lucifer（2010年、作詞作曲編曲）
  - Tell Me What To Do（2016年、作詞作曲編曲）
  - Good Evening（2018年、作曲）
  - I Want You（2018年、作曲）
- 少女時代
  - 願いを言ってみて(Genie)（2009年、作詞編曲）
  - The Boys（2011年、作詞）
  - I Got a Boy（2013年、作詞作曲編曲）
- テヨン
  - Something New（2018年、編曲）
  - Dear Me（2019年、作曲共同）
- ヒョヨン
  - DESSERT（2020年、編曲共同）
- f(x)
  - Chocolate Love -Electronic Pop Ver-（2009年、編曲）
  - NU ABO（2010年、作詞）
- EXO
  - MAMA（2012年、作詞作曲編曲）
  - HISTORY（2012年、作詞作曲編曲共同）
  - What Is Love（2012年、作詞共同）
  - Tempo（2018年、作詞共同）
  - Obsession（2019年、作曲共同）
- EXO-CBX
  - Blooming Day（2018年、作曲共同）
  - Playdate（2018年、作曲共同）
- ベクヒョン
  - Candy（2020年、編曲）
- Red Velvet
  - Happiness（2014年、作詞）
  - Be Natural（2014年、作詞作曲編曲）
  - Bad Boy（2018年、作曲共同）
  - Psycho（2019年、編曲共同）
  - Monster IRENE&SEULGI（2020年、作曲）
  - Naughty IRENE&SEULGI（2020年、編曲）
- NCT U
  - Without You（2016年、作詞作曲編曲）
  - BOSS（2018年、作詞作曲編曲）
  - Baby Don't Stop（2018年、作曲共同）
  - Coming Home（2019年、作詞作曲共同）
- NCT 127
  - Cherry Bomb（2017年、編曲共同）
  - Regular（2018年、作曲共同）
  - Simon Says（2018年、作曲共同）
  - 英雄:Kick it（2020年、作曲共同）
- NCT DREAM
  - GO（2018年、作曲共同）
  - BOOM（2019年、作曲共同）
- WayV
  - Take Off（2019年、作曲共同）
  - Regular （2019年、作曲共同）
  - Moon Walk（2019年、編曲）
  - Bad Alive -English Ver-（2020年、編曲）
- SuperM
  - Jopping（2019年、編曲）
  - 100（2020年、作詞作曲共同）
- aespa
  - Black Mamba（2020年、作詞作曲共同）
  - Forever（2021年、編曲）
  - Next Level（2021年、作詞、作曲編曲共同）
  - Savage（2021年、作詞、作曲共同）
- GOT the beat
  - Step Back (2022年、作詞、作曲共同)
  - Stamp On It (2023年、作詞、作曲共同)